# Lizzy Sara May
Lizzy Sara May (officieel Lissie Sara Maij, Sloten NH, 28 januari 1918 – Hoorn, 13 november 1988) was een Nederlands dichteres en prozaschrijfster van joodse afkomst.
May werd als Lissie Sara Maij geboren te Sloten. Ze was aanvankelijk balletdanseres en mimespeelster, en debuteerde in 1956 met Blues voor voetstappen. Een jaar later volgde Weerzien op een plastic-huid. Ze werd echter bekender door haar proza, dat deels autobiografisch is en vaak de moeilijke relatie van een vrouw tot haar vader behandelt.
Verschillende romans van haar zijn in het Duits vertaald. Een aantal van haar gedichten werd in 1978 gebundeld in Gebruikspoëzie. May schreef ook een kinderboek: Oom Soes heeft gehuild (1962). Voor De jaargetijden kreeg ze in 1967 de Mr. H.G. van der Vies-prijs.
May overleed op 70-jarige leeftijd te Hoorn en werd begraven op de Algemene begraafplaats van Oosthuizen. Ze was ten laatste gehuwd met Oscar Timmers (1931-2018), schrijver en redacteur van De Bezige Bij. De film- en tv-scenarioschrijver Rogier Proper is een zoon van May uit haar eerste huwelijk met de Haarlemse jurist Proper; een dochter van May, Mischa Proper, is gehuwd geweest met de schrijver Louis Ferron.